# 更田豊治郎
更田 豊治郎（ふけた とよじろう、1930年2月10日 - 2016年2月29日）は、日本の物理学者。第2代原子力規制委員会委員長の更田豊志は子。
上海生まれ。1953年3月、大阪大学理学部物理学科卒業。1957年1月、大阪大学大学院理学研究科博士課程中退。日本原子力研究所（現日本原子力研究開発機構）に入所。1989年1月、副理事長。1993年退職。
1961年6月8日、大阪大学より理学博士号取得。
一般社団法人日本原子力学会副会長、財団法人原子力データセンター（現高度情報科学技術研究機構）理事長、財団法人環境科学技術研究所会長、財団法人日本海洋科学振興財団理事長を歴任した。
2000年、勲三等旭日中綬章を受章。